# 南島電報電話局

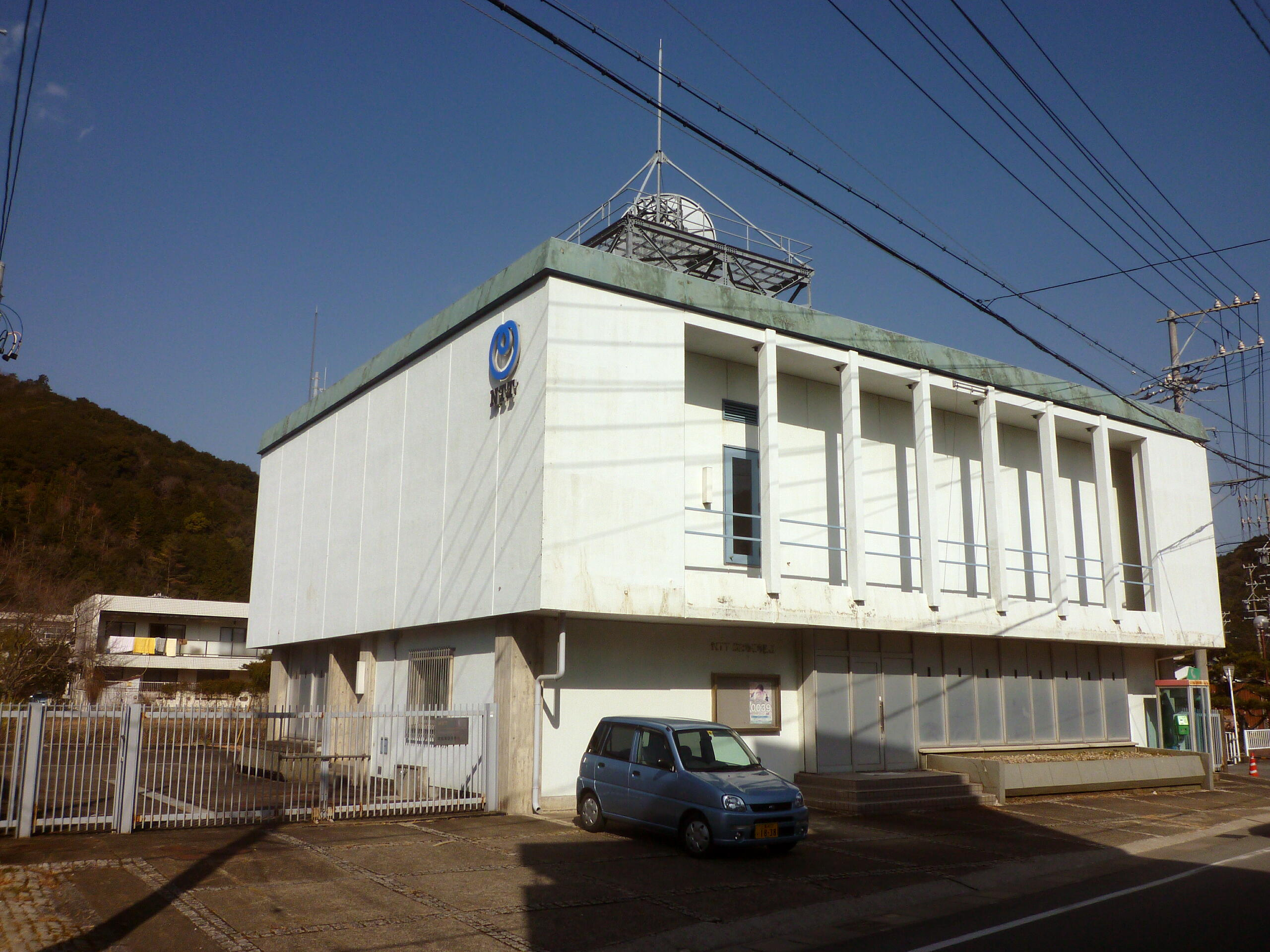
南島電話交換所（旧・南島電報電話局）

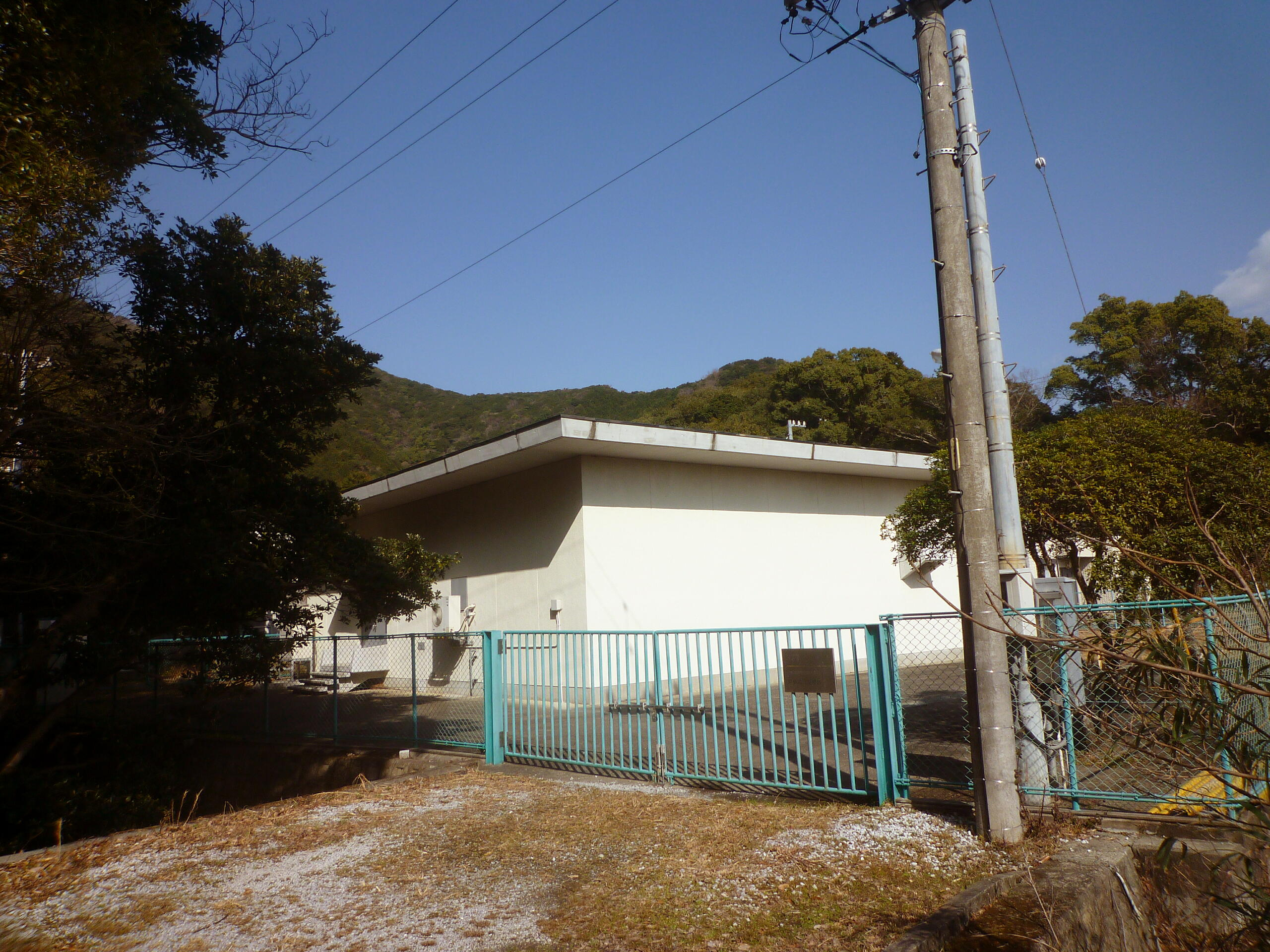
慥柄電話交換所（旧・慥柄電話交換局）

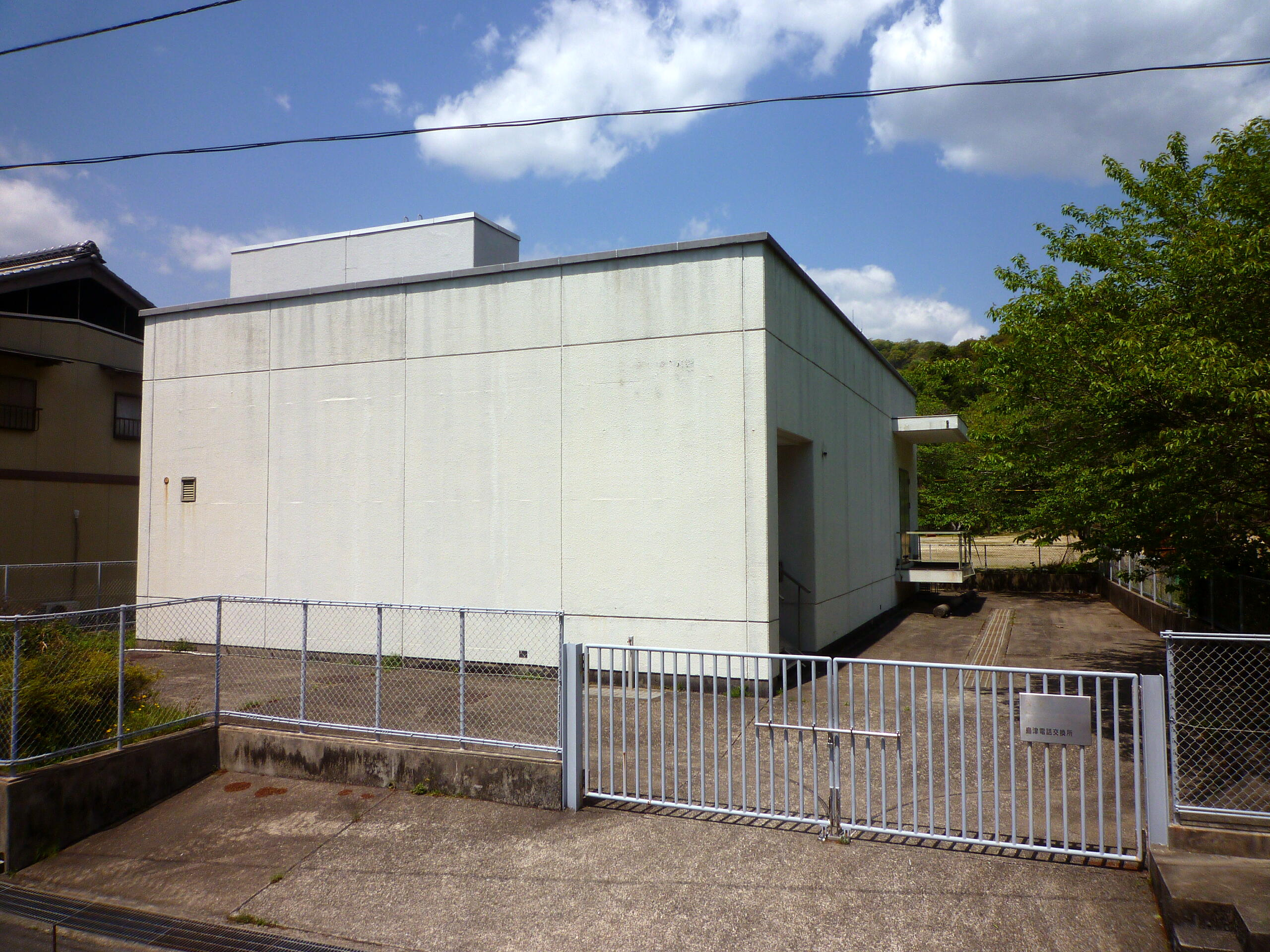
島津電話交換所（旧・島津電話交換局）

南島電報電話局（なんとうでんぽうでんわきょく）は三重県度会郡南島町（現・南伊勢町）にあった日本電信電話公社（現：NTT西日本）の電報電話局。東海電気通信局三重電気通信部の管轄下にあった。

## 概要
- 所在地
  - 南島電報電話局（現・南島電話交換所）：三重県度会郡南島町村山字寺前1118-6（現・三重県度会郡南伊勢町村山字寺前1118-6）（北緯34度16分48.6秒 東経136度29分53.9秒 / 北緯34.280167度 東経136.498306度）
  - 慥柄電話交換局（現・慥柄電話交換所）：三重県度会郡南島町道方（現・三重県度会郡南伊勢町道方）（北緯34度17分25.5秒 東経136度34分13.4秒 / 北緯34.290417度 東経136.570389度）
  - 島津電話交換局（現・島津電話交換所）：三重県度会郡南島町古和浦（現・三重県度会郡南伊勢町古和浦）（北緯34度15分30.0秒 東経136度27分40.9秒 / 北緯34.258333度 東経136.461361度）

## 沿革
- 1968年（昭和43年）3月23日 - 慥柄・中島・南島・島津の市外電話を伊勢電報電話局に集中[1]、南島郵便局・慥柄郵便局・島津郵便局の電話交換が半自動化[2][3]。
- 1972年（昭和47年）7月5日 - 南島電報電話局開局[4]、慥柄電話交換局開局[5]、南島郵便局・慥柄郵便局・中島郵便局の電話交換業務を南島電報電話局に移管[6]。
- 1975年（昭和50年）11月26日 - 島津電話交換局開局[7]、島津郵便局の電話交換業務を南島電報電話局に移管[8]。
- 1985年（昭和60年）4月1日 - 電電公社民営化に伴い、NTT三重支社の管轄となる。
- 1988年（昭和63年）10月1日 - 南島電報電話局廃止、伊勢電報電話局に統合[9]。